# Śląsk Wrocław (hokej na lodzie)
Śląsk Wrocław – sekcja hokeja na lodzie klubu sportowego WKS Śląsk Wrocław, rozwiązana w 1970 roku.

## Historia
Drużyna Śląska Wrocław występowała w II lidze w sezonie 1966/1967. Zespół brał także udział w edycji Pucharu Polski 1968/1969. Po sezonie II-ligowym 1969/1970 sekcja hokejowa Śląska została rozwiązana, a zawodnicy drużyny zasilili zespół Dolmelu Wrocław, który w kwalifikacjach awansował do II ligi edycji 1970/1971.